# العلاقات الإسبانية التشيلية
العلاقات الإسبانية التشيلية هي العلاقات الثنائية التي تجمع بين إسبانيا وتشيلي.

## مقارنة بين البلدين
هذه مقارنة عامة ومرجعية للدولتين:
| وجه المقارنة                                              | إسبانيا                                                                             | تشيلي                         |
| --------------------------------------------------------- | ----------------------------------------------------------------------------------- | ----------------------------- |
| المساحة (كم2)                                             | 505.99 ألف                                                                          | 756.10 ألف                    |
| عدد السكان (نسمة)                                         | 46.73 مليون                                                                         | 17.37 مليون                   |
| الكثافة السكانية (ن./كم²)                                 | 92.35                                                                               | 22.97                         |
| العاصمة                                                   | مدريد                                                                               | سانتياغو                      |
| اللغة الرسمية                                             | اللغة الإسبانية، اللغة الغاليسية، لغة بشكنشية، اللغة الكتالونية، اللغة الأوكسيتانية | اللغة الإسبانية               |
| العملة                                                    | يورو، بيزيتا إسبانية                                                                | بيزو تشيلي، وحدة حساب تشيلية ‏ |
| الناتج المحلي الإجمالي (بليون دولار)                      | 1.31 تريليون                                                                        | 277.08 مليار                  |
| الناتج المحلي الإجمالي (تعادل القوة الشرائية) بليون دولار | 1.77 تريليون                                                                        | 419.39 مليار                  |
| الناتج المحلي الإجمالي الاسمي للفرد دولار أمريكي          | 28.16 ألف                                                                           | 13.42 ألف                     |
| الناتج المحلي الإجمالي للفرد دولار أمريكي                 | 38.00 ألف                                                                           | 22.07 ألف                     |
| مؤشر التنمية البشرية                                      | 0.876                                                                               | 0.832                         |
| رمز المكالمات الدولي                                      | +34                                                                                 | +56                           |
| رمز الإنترنت                                              | .es                                                                                 | .cl                           |
| المنطقة الزمنية                                           | ت ع م+01:00، ت ع م+02:00                                                            | 00، 00، 00، 00                |

## مدن متوأمة
في ما يلي قائمة باتفاقيات التوأمة بين مدن إسبانية وتشيلية:
- ترتبط ليناريس مع ليناريس [الإنجليزية]‏ باتفاقية توأمة.
- ترتبط ألمرية مع اوفايي باتفاقية توأمة.
- ترتبط مدريد مع لا سيرينا باتفاقية توأمة منذ 19 يناير 1982.[16][16][17][17]
- ترتبط برشلونة مع فالبارايسو باتفاقية توأمة منذ 1984.
- ترتبط أوريويلا مع El Quisco [الإنجليزية]‏ باتفاقية توأمة.
- ترتبط بيليغروس مع بارال باتفاقية توأمة.
- ترتبط روبي مع بوداهيل باتفاقية توأمة.
- ترتبط سانتا في مع فالبارايسو باتفاقية توأمة.
- ترتبط بادالونا مع فالبارايسو باتفاقية توأمة.
- ترتبط كاستويرا مع لا سيرينا باتفاقية توأمة.
- ترتبط أوفييدو مع فالبارايسو باتفاقية توأمة منذ 26 يناير 1972.[18][18][18][18]
- ترتبط بلاسينثيا مع سانتياغو باتفاقية توأمة.
- ترتبط إشبيلية مع إيكويكو باتفاقية توأمة.
- ترتبط لانغريو مع سانتياغو باتفاقية توأمة.
- ترتبط قصرش مع Quillota Province [الإنجليزية]‏ باتفاقية توأمة.
- ترتبط بالماسيدا مع Balmaceda, Chile [الإنجليزية]‏ باتفاقية توأمة.
- ترتبط ليغانيس مع كونشالي باتفاقية توأمة.

## منظمات دولية مشتركة
يشترك البلدان في عضوية مجموعة من المنظمات الدولية، منها:
| علم المنظمة | اسم المنظمة                               | تاريخ انضمام إسبانيا | تاريخ انضمام تشيلي |
| ----------- | ----------------------------------------- | -------------------- | ------------------ |
|             | مؤسسة التنمية الدولية                     | 18 أكتوبر 1960       | 30 ديسمبر 1960     |
|             | يونسكو                                    | 30 يناير 1953        | 7 يوليو 1953       |
|             | وكالة ضمان الاستثمار متعدد الأطراف        | 29 أبريل 1988        | 12 أبريل 1988      |
|             | منظمة التعاون الاقتصادي والتنمية          | ?                    | ?                  |
|             | الأمم المتحدة                             | 14 ديسمبر 1955       | 24 أكتوبر 1945     |
|             | الفريق المعني برصد الأرض                  | ?                    | ?                  |
|             | الاتحاد البريدي العالمي                   | ?                    | ?                  |
|             | البنك الدولي للإنشاء والتعمير             | 15 سبتمبر 1958       | 31 ديسمبر 1945     |
|             | المنظمة الهيدروغرافية الدولية             | ?                    | ?                  |
|             | الاتحاد الدولي للاتصالات                  | 1866                 | 1908               |
|             | منظمة حظر الأسلحة الكيميائية              | ?                    | ?                  |
|             | مؤسسة التمويل الدولية                     | 24 مارس 1960         | 15 أبريل 1957      |
|             | المركز الدولي لتسوية المنازعات الاستشارية | 17 سبتمبر 1994       | 24 أكتوبر 1991     |
|             | منظمة التجارة العالمية                    | ?                    | ?                  |
|             | منظمة الشرطة الجنائية الدولية             | ?                    | ?                  |

## أعلام
هذه قائمة لبعض الشخصيات التي تربطها علاقات بالبلدين:
- أليخاندرو آمينابار (31 مارس 1972[25] – )
- أونا تشابلن (ممثلة إسبانية، 4 يونيو 1986[26] – )
- إدواردو فراي رويز تاجل (24 يونيو 1942 – )
- إدواردو فري مونتالبا (16 يناير 1911[27][28][29] – 22 يناير 1982[27][28][29])
- إيزابيل الليندي (كاتبة تشيلية، 2 أغسطس 1942[30][31][32] – )
- توم أرايا (6 يونيو 1961 – )
- ريكاردو لاغوس (2 مارس 1938[33] – )
- سبستيان بنييرا (1 ديسمبر 1949[34] – )
- غابرييل غونزاليز (سياسي تشيلي، 22 نوفمبر 1898[35] – 22 أغسطس 1980[35][36])
- فيكتور جارا (28 سبتمبر 1932[37][38][39] – 16 سبتمبر 1973[37][38][39])
- كارلوس إيبانيز ديل كامبو (3 نوفمبر 1877[40][41][42] – 28 أبريل 1960[40][41][42])
- ميشال باشليت (29 سبتمبر 1951[43][44] – )
- نيكول (مغنية تشيلية، 19 يناير 1977[45] – )

## معرض صور

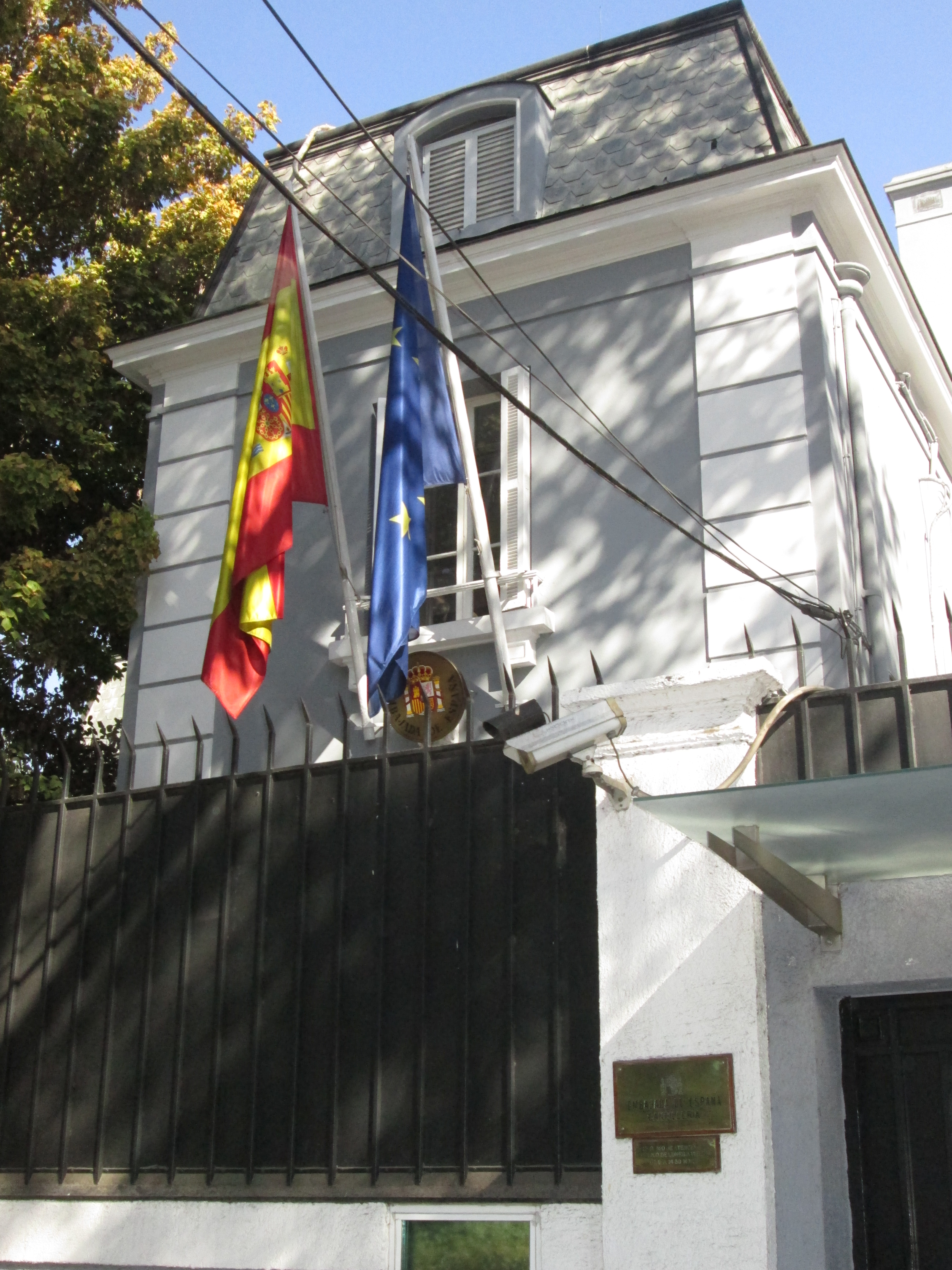
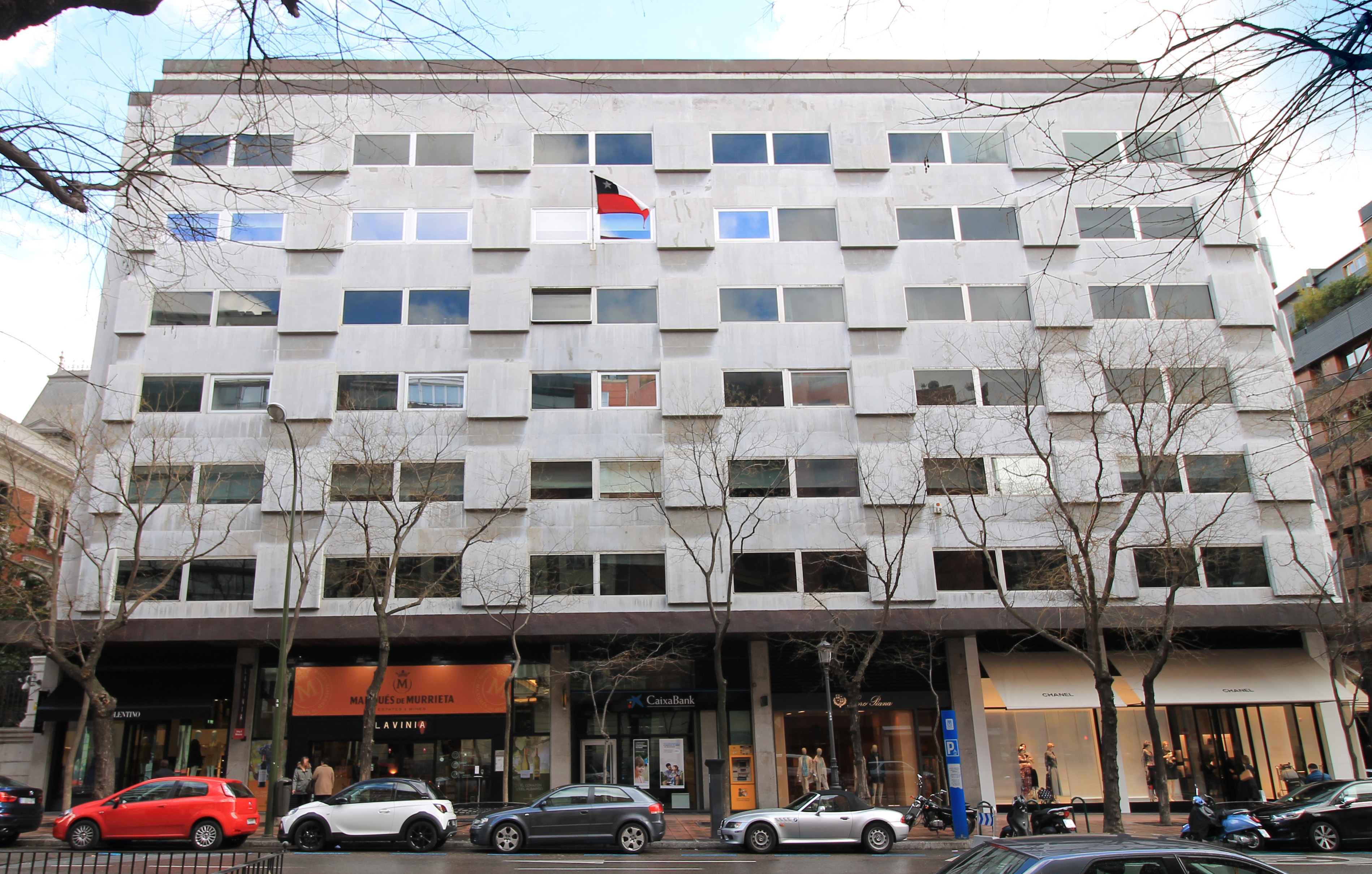
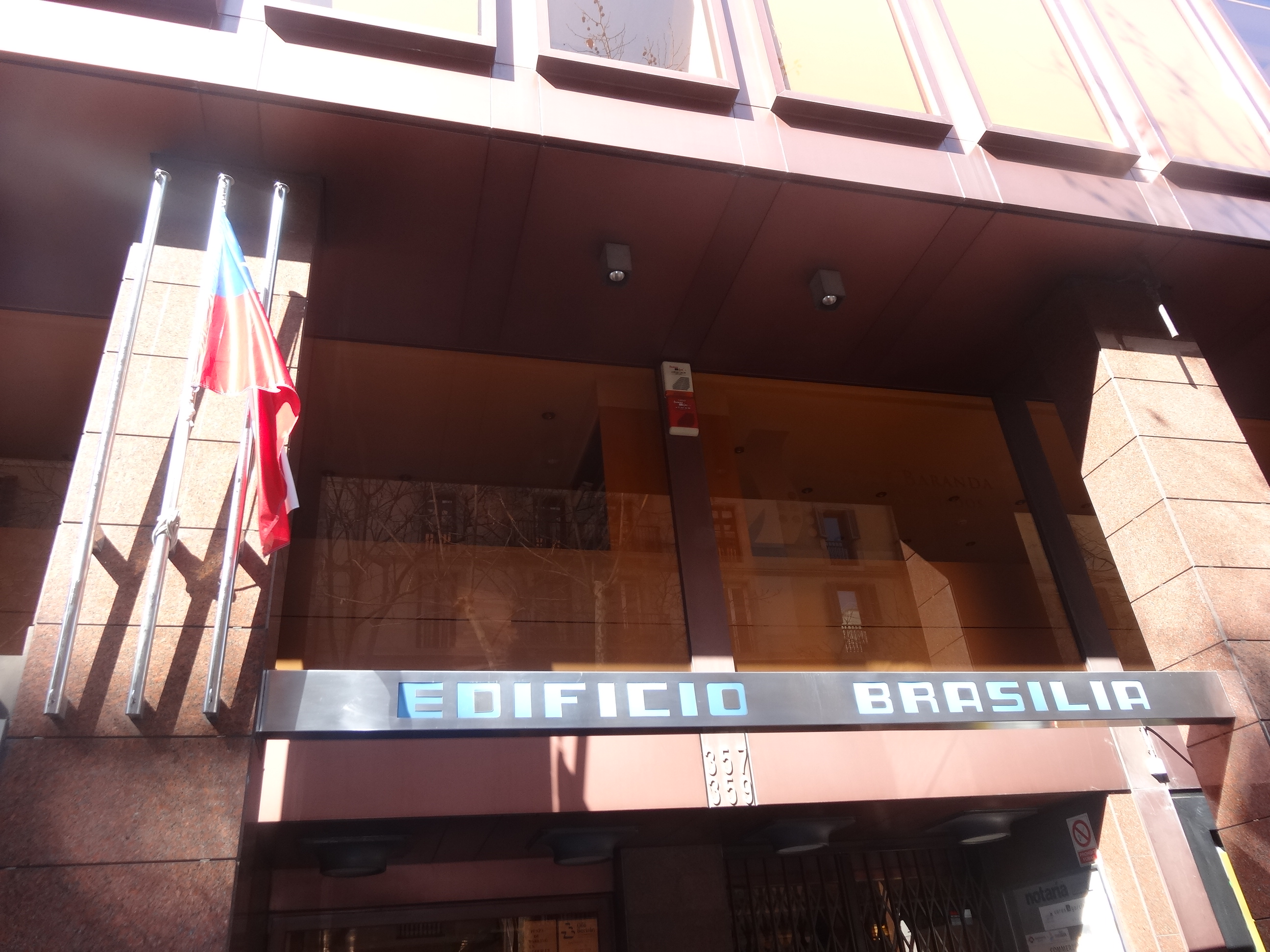

## وصلات خارجية
- موقع وزارة الخارجية الإسبانية
- موقع وزارة الخارجية التشيلية